# Booty (bài hát)
"Booty" là một bài hát của nữ ca sĩ Jennifer Lopez từ album phòng thu thứ 8 của cô, A.K.A. (2014). Bài hát được viết bởiCory Rooney, Lopez, và Benny Medina, Chris Brown, Asia Bryant, Pitbull, Diplo, Lewis D. Gittus, Tedra Renee Wilson, và Danny Omerhodic. Bài hát được phát hành dưới dạng đĩa đơn thứ 3 từ album vào ngày 23 tháng 9 năm 2014.

## Danh sách track và định dạng
| - Tải kỹ thuật số (Phiên bản Iggy Azalea) 1. "Booty" hợp tác với Iggy Azalea — 3:29 - Tải kỹ thuật số (DaaHype Remix) 1. "Booty" (DaaHype Remix) hợp tác với Iggy Azalea — 3:00 - Tải kỹ thuật số (Vice Remix) 1. "Booty" (Vice Remix) hợp tác với Iggy Azalea — 3:30 | - Tải kỹ thuật số (Bali Bandits Remix) 1. "Booty" (Bali Bandits Remix)hợp tác với Iggy Azalea và Pitbull — 5:07 2. "Booty" (Bali Bandits Remix / Radio Edit) hợp tác với Iggy Azalea và Pitbull — 3:37 - Tải kỹ thuật số (JoeySuki Remix) 1. "Booty" (JoeySuki Vocal Mix) hợp tác với Iggy Azalea và Pitbull — 5:30 2. "Booty" (JoeySuki Radio Mix) hợp tác với Iggy Azalea và Pitbull — 3:01 |

## Charts
| Bảng xếp hạng (2014)                            | Vị trí cao nhất |
| ----------------------------------------------- | --------------- |
| Úc (ARIA)                                       | 27              |
| Bỉ (Ultratop 50 Flanders)                       | 33              |
| Bỉ Urban (Ultratop Flanders)                    | 5               |
| Bỉ (Ultratip Wallonia)                          | 5               |
| Canada (Canadian Hot 100)                       | 11              |
| Chile (Top 20 Chart)                            | 19              |
| Croatia (Airplay Radio Chart)                   | 58              |
| Phần Lan Download (Latauslista)                 | 90              |
| Pháp (SNEP)                                     | 93              |
| Trường songid là BẮT BUỘC CHO BẢNG XẾP HẠNG ĐỨC | 78              |
| Hungary (Single Top 40)                         | 35              |
| Indonesia (Creative Disc Top 50)                | 8               |
| India (Angrezi Top 20)                          | 2               |
| Israel (Media Forest)                           | 21              |
| Italy (FIMI)                                    | 97              |
| Lebanon (The Official Lebanese Top 20)          | 17              |
| New Zealand (Recorded Music NZ)                 | 30              |
| Russia (NFPP)                                   | 2               |
| South Korea (Gaon Download Chart)               | 25              |
| UK Singles (Official Charts Company)            | 137             |
| Anh Quốc R&B (OCC)                              | 17              |
| Hoa Kỳ Billboard Hot 100                        | 18              |
| Hoa Kỳ Dance Club Songs (Billboard)             | 1               |
| US Latin Airplay (Billboard)                    | 43              |

| Bảng xếp hạng (2014)              | Vị trí |
| --------------------------------- | ------ |
| Belgium Urban (Ultratop Flanders) | 39     |

## Chứng nhận
| Quốc gia                                                                           | Chứng nhận | Số đơn vị/doanh số chứng nhận |
| ---------------------------------------------------------------------------------- | ---------- | ----------------------------- |
| Hoa Kỳ (RIAA)                                                                      | Gold       | 500,000‡                      |
| * Chứng nhận dựa theo doanh số tiêu thụ. ^ Chứng nhận dựa theo doanh số nhập hàng. |            |                               |

## Release history
| Quốc gia    | Ngày                 | Phiên bản                                                  | Định dạng       | Nhãn      |
| ----------- | -------------------- | ---------------------------------------------------------- | --------------- | --------- |
| Áo          | 23 tháng 9 năm 2014  | Iggy Azalea                                                | tải kỹ thuật số | Universal |
| Pháp        | 23 tháng 9 năm 2014  | Iggy Azalea                                                | tải kỹ thuật số | Universal |
| Đức         | 23 tháng 9 năm 2014  | Iggy Azalea                                                | tải kỹ thuật số | Universal |
| Ý           | 23 tháng 9 năm 2014  | Iggy Azalea                                                | tải kỹ thuật số | Universal |
| Anh         | 23 tháng 9 năm 2014  | Iggy Azalea                                                | tải kỹ thuật số | Capitol   |
| Hoa Kỳ      | 23 tháng 9 năm 2014  | Iggy Azalea                                                | tải kỹ thuật số | Nuyorican |
| Tây Ban Nha | 23 tháng 9 năm 2014  | Iggy Azalea                                                | tải kỹ thuật số | Universal |
| Thụy Sĩ     | 23 tháng 9 năm 2014  | Iggy Azalea                                                | tải kỹ thuật số | Universal |
| Hoa Kỳ      | 27 tháng 10 năm 2014 | Bali Bandits Remix DaaHype Remix JoeySuki Remix Vice Remix | tải kỹ thuật số | Nuyorican |
| Áo          | 10 tháng 11 năm 2014 | Bali Bandits Remix DaaHype Remix JoeySuki Remix Vice Remix | tải kỹ thuật số | Universal |
| Pháp        | 10 tháng 11 năm 2014 | Bali Bandits Remix DaaHype Remix JoeySuki Remix Vice Remix | tải kỹ thuật số | Universal |
| Đức         | 10 tháng 11 năm 2014 | Bali Bandits Remix DaaHype Remix JoeySuki Remix Vice Remix | tải kỹ thuật số | Universal |
| Ý           | 10 tháng 11 năm 2014 | Bali Bandits Remix DaaHype Remix JoeySuki Remix Vice Remix | tải kỹ thuật số | Universal |
| Tây Ban Nha | 10 tháng 11 năm 2014 | Bali Bandits Remix DaaHype Remix JoeySuki Remix Vice Remix | tải kỹ thuật số | Universal |
| Thụy Sĩ     | 10 tháng 11 năm 2014 | Bali Bandits Remix DaaHype Remix JoeySuki Remix Vice Remix | tải kỹ thuật số | Universal |